# 杜博维哈伊 (日托米尔州)
51°21′41″N 28°48′20″E / 51.36139°N 28.80556°E
杜博維哈伊（烏克蘭語：Дубовий Гай），是烏克蘭的村落，位於該國北部日托米爾州，由科羅斯滕區奥夫鲁奇市镇負責管轄，始建於1987年，面積0.13平方公里，2001年人口236，人口密度每平方公里1,774.44人。